# Gorebal, Lingsugur
Gorebal là một làng thuộc tehsil Lingsugur, huyện Raichur, bang Karnataka, Ấn Độ.